# Dyskografia Agnes Carlsson
Dyskografia Agnes Carlsson – zestawienie całego dorobku artystycznego szwedzkiej piosenkarki Agnes Carlsson, obejmująca m.in. albumy, single i teledyski.
Agnes zadebiutowała albumem Agnes, po zwycięstwie w szwedzkiej edycji programu Idol, w roku 2005. Album zajmował pierwsze pozycje na szwedzkich listach oraz i okrył się podwójną platyną. Pierwszy singel, „Right Here, Right Now (My Heart Belongs to You)”, wykonany podczas finału Idola, również zdobył najwyższe pozycje na listach w Szwecji. Drugim singlem był „Stranded”, który nie podzielił sukcesu poprzednika, utrzymując się na miejscu 27.
W 2006 roku artystka wydała swój drugi album studyjny, Stronger. Pochodzą z niego dwa single: „Kick Back Relax” i „Champion”. Single te i ów album osiągnął podobny sukces jak poprzednik – „Kick Back Relax” zdobył 2. miejsce, a „Champion” 19. miejsce na szwedzkiej liście przebojów.
2009 roku Agnes wydała trzeci album Dance Love Pop. Jako pierwszy singel wybrano „Release Me”, który stał się pierwszym singlem międzynarodowym Agnes. Zajął w Szwecji miejsce 9. Drugim singlem był „On and On”, który zajął w Szwecji ósme miejsce, a w Danii szesnaste. Kolejnymi singlami były „Love Love Love”, „I Need You Now” oraz „Sometimes I Forget” – wszystkie zajęły wysokie pozycje na szwedzkiej liście przebojów.

## Albumy studyjne
| Rok  | Album | Pozycje na listach | Pozycje na listach | Pozycje na listach | Pozycje na listach | Pozycje na listach | Pozycje na listach |
| Rok  | Album | SWE                | AUT                | FRA                | GER                | SWI                | UK                 |
| ---- | --- | ------------------ | ------------------ | ------------------ | ------------------ | ------------------ | ------------------ |
| 2005 | „Agnes” - Wydany: 19 grudnia 2005 - Wytwórnia: Sony BMG - Format: CD                                        | 1                  | –                  | –                  | –                  | –                  | –                  |
| 2006 | „Stronger” - Wydany: 11 października 2006 - Wytwórnia: Sony BMG - Format: CD                                | 1                  | –                  | –                  | –                  | –                  | –                  |
| 2008 | „Dance Love Pop” - Wydany: 29 października 2008 - Wytwórnia: Roxy Recordings - Format: CD, Digital download | 5                  | 70                 | 38                 | 68                 | 45                 | 112                |

## Single
| Rok  | Singel                                            | Pozycje na listach | Pozycje na listach | Pozycje na listach | Pozycje na listach | Pozycje na listach | Pozycje na listach | Pozycje na listach | Pozycje na listach | Pozycje na listach | Pozycje na listach | Album            |
| Rok  | Singel                                            | SWE                | AUT                | DEN                | FRA                | GER                | IRE                | ITA                | NL                 | SWI                | UK                 | Album            |
| ---- | ------------------------------------------------- | ------------------ | ------------------ | ------------------ | ------------------ | ------------------ | ------------------ | ------------------ | ------------------ | ------------------ | ------------------ | ---------------- |
| 2005 | „Right Here, Right Now (My Heart Belongs to You)” | 1                  | –                  | –                  | –                  | –                  | –                  | –                  | –                  | –                  | –                  | „Agnes”          |
| 2006 | „Stranded”                                        | 27                 | –                  | –                  | –                  | –                  | –                  | –                  | –                  | –                  | –                  | „Agnes”          |
| 2006 | „Kick Back Relax”                                 | 2                  | –                  | –                  | –                  | –                  | –                  | –                  | –                  | –                  | –                  | „Stronger”       |
| 2006 | „Champion”                                        | 19                 | –                  | –                  | –                  | –                  | –                  | –                  | –                  | –                  | –                  | „Stronger”       |
| 2008 | „On and On”                                       | 8                  | 61                 | 16                 | 14                 | 41                 | –                  | 39                 | –                  | 37                 | 82                 | „Dance Love Pop” |
| 2008 | „Release Me”                                      | 9                  | 8                  | 6                  | 7                  | 5                  | 10                 | 3                  | 13                 | 5                  | 3                  | „Dance Love Pop” |
| 2009 | „Love Love Love”                                  | 4                  | –                  | –                  | –                  | –                  | –                  | –                  | –                  | –                  | –                  | „Dance Love Pop” |
| 2009 | „I Need You Now”                                  | 8                  | –                  | –                  | –                  | –                  | –                  | –                  | –                  | –                  | 40                 | „Dance Love Pop” |
| 2010 | „Sometimes I Forget”                              | –                  | –                  | –                  | 10                 | –                  | –                  | –                  | –                  | –                  | –                  | „Dance Love Pop” |
| 2012 | 'All I want Is You”                               | –                  | –                  | –                  | –                  | –                  | –                  | –                  | –                  | –                  | –                  |                  |
| 2020 | "Goodlife"                                        | –                  | –                  | –                  | –                  | –                  | –                  | –                  | –                  | –                  | –                  |                  |
| 2020 | "Fingers Crossed"                                 | 38                 | –                  | –                  | –                  | –                  | –                  | –                  | –                  | –                  | –                  |                  |
| 2021 | "24 Hours"                                        |                    |                    |                    |                    |                    |                    |                    |                    |                    |                    |                  |

### Inne single
| Rok  | Singel                                                    | Pozycje na listach | Pozycje na listach |
| Rok  | Singel                                                    | SWE                | FIN                |
| ---- | --------------------------------------------------------- | ------------------ | ------------------ |
| 2007 | „All I Want for Christmas Is You” (z Månsem Zelmerlöwem)  | 3                  | –                  |
| 2010 | „When You Tell the World You're Mine” (z Björnem Skifsem) | 14                 | 19                 |

## Teledyski
| Rok  | Teledysk                            | Reżyser         |
| ---- | ----------------------------------- | --------------- |
| 2005 | „Right Here, Right Now”             |                 |
| 2006 | „Stranded”                          |                 |
| 2006 | „Kick Back Relax”                   |                 |
| 2006 | „Champion”                          | Peter Mars      |
| 2008 | „On and On”                         | Anders Rune     |
| 2008 | „Release Me”                        | Anders Rune     |
| 2009 | „On and On” (wersja międzynarodowa) | Torbjörn Martin |
| 2009 | „Release Me” (wersja amerykańska)   | Thomas Kloss    |
| 2009 | „I Need You Now”                    | Paul Boyd       |
| 2010 | „On and On” (brytyjski remake)      | Torbjörn Martin |
| 2010 | „Sometimes I Forget”                | Torbjörn Martin |
| 2020 | "Goodlife"                          |                 |